# Anna Menon
Anna Wilhelm Menon (Houston, 24 dicembre 1985) è un'ingegnere statunitense.

## Biografia
Menon è un Lead Space Operations Engineer presso SpaceX, dove gestisce lo sviluppo delle operazioni dell'equipaggio e lavora nel Centro di controllo missione di SpaceX sia come Direttore di volo che come Crew communicator (CAPCOM). In SpaceX ha guidato l'implementazione delle capacità necessarie per l'equipaggio di Crew Dragon, ha contribuito a creare il ruolo di Crew communicator e ha sviluppato risposte operative critiche alle emergenze del veicolo come un incendio o la depressurizzazione della cabina. Menon ha lavorato nel Centro di controllo missione di SpaceX durante numerose missioni Dragon, come Demo-2, Crew-1, CRS-22, CRS-23, Crew-3, Crew-4 e Axiom-1.
Prima di SpaceX, ha lavorato per sette anni alla NASA come Controllore di volo biomedico per la Stazione spaziale internazionale al Centro di controllo missione di Houston. In questo ruolo, ha supportato gli equipaggi della ISS dal Centro di controllo missione, ha contribuito a integrare l'assistenza medica con i partner internazionali e ha guidato la pianificazione e l'esecuzione di tutte le operazioni biomediche per l'Expedition 47/48. Ha conseguito una laurea triennale in matematica e spagnolo presso la Texas Christian University e una laurea magistrale in ingegneria biomedica presso l'Università Duke. Subito dopo il terremoto del 2015 in Nepal, ha supportato la risposta idrica e igienico-sanitaria dell'Organizzazione Mondiale della Sanità e ha anche fatto volontariato con le organizzazioni Ingegneria senza frontiere e Engineering World Health.
Oltre a coltivare la sua passione per lo spazio, Menon ama fare escursioni, pilotare piccoli aeroplani e ballare la salsa, e trascorrere il tempo con la sua famiglia: il marito e astronauta della NASA Anil Menon e i suoi due figli.

### Polaris Dawn
Dal 2022 si addestra per partecipare alla missione Polaris Dawn con il ruolo di Specialista di missione e responsabile medico della navicella Crew Dragon Resilience il cui lancio è previsto per il 26 agosto 2024.